# Sokyrjany (concentratiekamp)
Sokyrjany was een doorgangskamp voor Joden in Roemenië tijdens de Tweede Wereldoorlog.

## Geschiedenis
De plaats Sokyrjany had voor de Tweede Wereldoorlog een grote Joodse populatie. In het kader van de Duitse Endlösung werden Roemeense Joden naar de Duitse kampen gedeporteerd. In Sokyrjany, gelegen in het noordelijke Bessarabië, werd in juli 1941 een doorgangskamp opgericht voor 30.000 Bessarabische Joden. Lang bleef het kamp niet bestaan, want al op 3 oktober datzelfde jaar werd het kamp geëvacueerd. De Joden werden allemaal gedeporteerd naar Transnistrië.
Alfabetisch op naam.  Indien een kamp meerdere rollen had, staat het in de "hoogste" groep.
Zie ook: Lijst van naziconcentratiekampen · Jappenkampen in Nederlands-Indië · Lijst van jappenkampen